# Tinobregmus invicus
Tinobregmus invicus är en insektsart som beskrevs av Delong 1945. Tinobregmus invicus ingår i släktet Tinobregmus och familjen dvärgstritar. Inga underarter finns listade i Catalogue of Life.